# エーベルハルト・ディープゲン

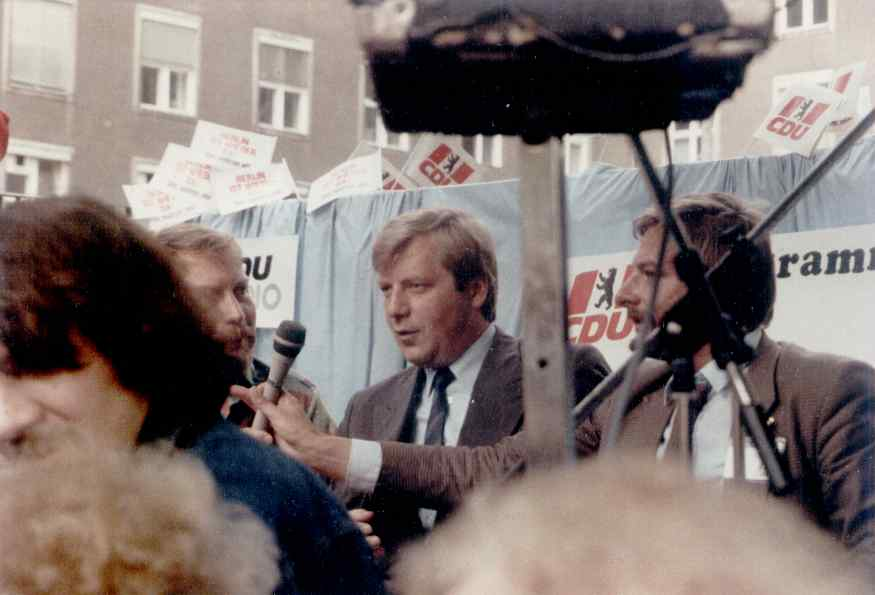
西ベルリン市長時代のディープゲン

エーベルハルト・ディープゲン（Eberhard Diepgen、1941年11月13日 – ）は、ドイツの政治家。キリスト教民主同盟（CDU）所属。1984年から1989年まで西ベルリン市長を務め、ドイツ再統一後の1991年から2001年までベルリン市長を務めた。

## 経歴

### 西ベルリン市長
ベルリン生まれ。1960年にアビトゥーアに合格し、ベルリン自由大学で法学を学ぶ。1972年に国家司法試験に合格。在学中の1963年、学生自治会会長に選出される。ところが1958年に大学当局に禁止され、連邦行政裁判所の裁定で許可されていたブルシェンシャフトに、ディープゲンが加盟していることがその直後に発覚し、在任17日で投票により解任された。ただし3年後に副会長として復帰している。1962年にドイツキリスト教民主同盟（CDU）に入党。1971年に西ベルリン市議会議員に初当選し、西ベルリンCDU幹事会員となる。1980年に市議会の会派会長、1981年に西ベルリンのCDU代表に就任した。

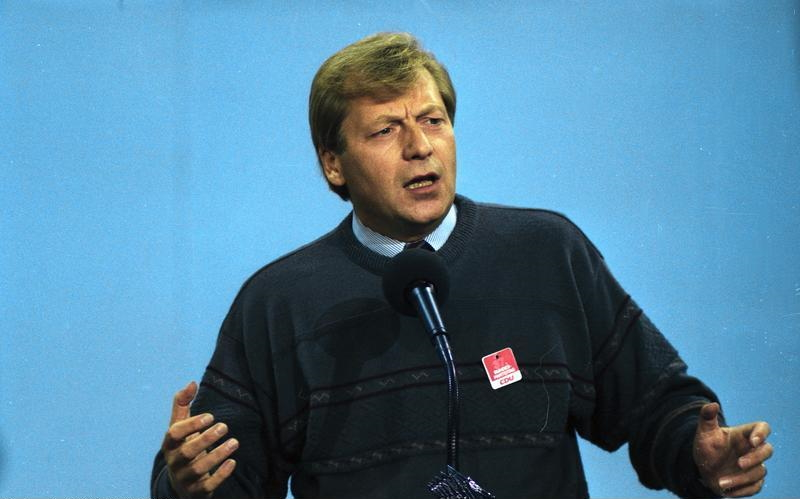
1989年のCDU党大会で演説するディープゲン

1984年2月9日、西ベルリン市長リヒャルト・フォン・ヴァイツゼッカーが大統領選挙に出馬するため市長を辞任すると、後継市長としてディープゲンが選出された。初めて市長として臨んだ1985年の市議会選挙では僅かに得票率を下げたものの、対立市長候補だったドイツ社会民主党（SPD）のハンス・アーペル元国防相に勝利した。1985年に西ベルリンの政治家多数を巻き込む建設業者による不明朗な献金疑惑が持ち上がったが、ディープゲンも7万5千ドイツマルクを受け取っていた。1989年の市議会選挙では連立相手の自由民主党（FDP）が全議席を失うほかCDU自身も大幅に得票率を下げて敗北、SPDのヴァルター・モンパーに市長職を譲った。

### 統一ベルリン市長
翌年東西ドイツ再統一が実現すると、1990年12月に初めての統一ベルリン市議会選挙が行われ、統一を実現したCDU・FDP人気に支えられてディープゲン率いるCDUが第一党となり、ディープゲンはベルリン市長に返り咲いた。1995年、1999年の市議会選挙でも得票率を下げながらも勝利して政権を維持した。1999年の選挙後はSPDとの大連立政権となる。しかし2001年、州が経営するベルリン銀行の経営が悪化して市の財政に多大な損害を与え、しかもベルリンの政治家が銀行からの収賄や背任罪で起訴される事態となり、大連立が崩壊。市議会で不信任決議案が可決され、ディープゲンは辞職してSPDのクラウス・ヴォーヴェライトに職を譲らされた。
市長在任15年はベルリンの歴史上最長であるが、1989年から1990年にかけてのベルリンの壁崩壊や東西ドイツ再統一といった歴史的出来事を外しての在任となった。また持ち回り制のため連邦州首長の長期在任者ならば通常は経験する連邦参議院議長も、同じ理由で経験していない。このためその「おいしい」時期に市長を務めていたヴァルター・モンパーとは犬猿の仲であるという。
2001年の市議会選挙には出馬せず、議会を離れた。翌2002年のドイツ連邦議会選挙でベルリン選挙区の比例代表リスト1位から外されたため、ディープゲンは州のCDU代表職も辞した。以後はベルリンの法律事務所に経済法・労働法の専門家として勤務している。2005年のドイツ連邦議会選挙にはベルリン・ノイケルン選挙区からCDUの候補として出馬したが、SPDの候補に敗れた。

## 著書
- Zwischen den Mächten, Edition Q, Berlin, September 2004, ISBN 3-861245825